# ソロウ
ソロウ(Solow) はイギリスで生産された競走馬 。主な勝ち鞍は2014年のダニエルウィルデンシュタイン賞、2015年のドバイターフ、イスパーン賞、クイーンアンステークス、サセックスステークス、クイーンエリザベス2世ステークス。

## 出自
ソロウはイギリスのヴェルテメール兄弟が所有する牧場で生まれた。
父は1990年代を代表する名馬でもあるシングスピール。ジャパンカップを始めドバイワールドカップをダート初挑戦ながら本場北米とUAE以外で初の欧州勢優勝を果たしている。コロネーションカップ、カナディアンインターナショナルステークス、セレクトステークス(2011年に廃止)、ゴードンリチャーズステークス、インターナショナルステークスを優勝。世界をまたに活躍した。
母はハイメンテナンスで、名門アンドレ・ファーブル厩舎に所属し、長距離路線を歩み2008年グラディアトゥール賞3着の実績があるが、重賞を勝ちきれず引退し、ヴェルテメール兄弟の保有する牧場で繁殖牝馬になった。
フレディ・ヘッド厩舎に預けられ、シャンティイを拠点に調教を積んだ。
主戦騎手はオリビエ・ペリエ、マキシム・ギュイヨン。

## 戦績

### 2歳時
2012年9月2日、ロンシャン競馬場でデビューしたソロウは3着に終わった。9月27日に2戦目を行ったが2着に終わった。2歳時は1勝も出来ず終わった。

### 3歳時
2013年3月28日に出走するが2着と勝ちきれず、4月18日には初めて3着以外(4着)に敗れた。それでも6月13日のレースで6戦目で悲願の初勝利を挙げた。なお勝った距離は2000mだった。

### 4歳時
2014年4月6日に2000mのレースに出走し3馬身差を付けて圧勝した。5月6日には僅かな差で勝利したが、5月25日に出走した3100mブィンコムテージ・ビジール賞でスタミナに限界が出て6着に敗れ、レース後にマイル路線に転向した。

### 5歳時
2015年3月3日、2015年始動戦を4馬身差を付けて圧勝した。その数週間後に初の海外遠征でドバイメイダン競馬場で行われたドバイターフに出走。有力馬がソロウの強さを恐れをなして回避し10頭立てで行われザグレーギャツビーに4馬身4分の1差を付けて圧勝しG1初制覇を果たした。
帰国後の5月24日のイスパーン賞に出走。前回の圧勝を見た他陣営は強すぎて相手にならないと回避が続出。4頭立てになり、中距離路線で最強と言われた事があるシリュスデゼーグルが相手になると言われたが2着に1馬身2分の1差を悠々圧勝した。シリュスデゼーグルは逆に最下位4着に終わった。
6月16日にアスコット競馬場で行われたロイヤルアスコットの初日のG1レースクイーンアンステークスに出走。有力馬は地元イギリスのトゥールモアとナイトオブサンダー、香港のマイル路線史上最強の怪物エイブルフレンドだった。地元イギリスのファンはドバイで実現できなかったソロウとエイブルフレンドの最強マイラー決戦として注目を集め、ブックメーカーのオッズもソロウとエイブルフレンドの1番人気争いになりメーカーごとにソロウ又はエイブルフレンドが1番人気になっていた。レースはソロウが有利に進め2着になったフランスのエソテリケを1馬身差を付けて父の出身地イギリスデビューを飾ってマイラー決戦を制して最強の座を手にした。人気を争ったエイブルフレンドは開始前から上がってしまい初めて着順板を外す6着に終わった。
7月29日にサセックスステークスに出走しエイロッドに2分の1馬身差を付けてG14連勝を遂げた。秋に入り、10月17日のクイーンエリザベス2世ステークスも優勝し、この年のカルティエ賞最優秀古馬に選出された。

### 6歳時〜7歳時
2016年3月3日のモンジュー賞から始動し勝利を飾る。その後、連覇の懸かったドバイターフに向けて調整されていたが脚部の故障が判明したため同レースを回避。復帰に向けて治療とトレーニングが続けられていたが、以前の状態に戻らないことや故障の再発によるリスクなどを考えた結果、2017年5月22日に現役を引退することが決まった。

## 血統表
| ソロウの血統                  | ソロウの血統                                             | ソロウの血統                                             | （血統表の出典）                                         | （血統表の出典） |
| 父系                          | サドラーズウェルズ系                                     | サドラーズウェルズ系                                     | サドラーズウェルズ系                                     |                  |
| 父 Singspiel 1992 鹿毛        | 父の父In the Wings 1986 鹿毛                             | Sadler's Wells                                           | Northern Dancer                                          | Northern Dancer  |
| 父 Singspiel 1992 鹿毛        | 父の父In the Wings 1986 鹿毛                             | Sadler's Wells                                           | Fairy Bridge                                             |                  |
| 父 Singspiel 1992 鹿毛        | 父の父In the Wings 1986 鹿毛                             | High Hawk                                                | Shirley Heights                                          | Shirley Heights  |
| 父 Singspiel 1992 鹿毛        | 父の父In the Wings 1986 鹿毛                             | High Hawk                                                | Sunbittern                                               |                  |
| 父 Singspiel 1992 鹿毛        | 父の母Glorious Song 1976 鹿毛                            | Halo                                                     | Hail to Reason                                           | Hail to Reason   |
| 父 Singspiel 1992 鹿毛        | 父の母Glorious Song 1976 鹿毛                            | Halo                                                     | Cosmah                                                   |                  |
| 父 Singspiel 1992 鹿毛        | 父の母Glorious Song 1976 鹿毛                            | Ballade                                                  | Herbager                                                 | Herbager         |
| 父 Singspiel 1992 鹿毛        | 父の母Glorious Song 1976 鹿毛                            | Ballade                                                  | Miss Swapsco                                             |                  |
| 母 High Maintenance 2004 芦毛 | 母の父Highest Honor 1983 芦毛                            | Kenmare                                                  | Kalamoun                                                 | Kalamoun         |
| 母 High Maintenance 2004 芦毛 | 母の父Highest Honor 1983 芦毛                            | Kenmare                                                  | Belle of Ireland                                         |                  |
| 母 High Maintenance 2004 芦毛 | 母の父Highest Honor 1983 芦毛                            | High River                                               | Riverman                                                 | Riverman         |
| 母 High Maintenance 2004 芦毛 | 母の父Highest Honor 1983 芦毛                            | High River                                               | Hairbrush                                                |                  |
| 母 High Maintenance 2004 芦毛 | 母の母Fabulous Hostess 1988 栗毛                         | Fabulous Dancer                                          | Northern Dancer                                          | Northern Dancer  |
| 母 High Maintenance 2004 芦毛 | 母の母Fabulous Hostess 1988 栗毛                         | Fabulous Dancer                                          | Last of the Line                                         |                  |
| 母 High Maintenance 2004 芦毛 | 母の母Fabulous Hostess 1988 栗毛                         | Young Hostess                                            | Arctic Tern                                              | Arctic Tern      |
| 母 High Maintenance 2004 芦毛 | 母の母Fabulous Hostess 1988 栗毛                         | Young Hostess                                            | Yeovil                                                   |                  |
| 母系(F-No.)                   | (FN:1-p)                                                 | (FN:1-p)                                                 | (FN:1-p)                                                 |                  |
| 5代内の近親交配               | Northern Dancer 4 × 4 = 12.5%、Sir Gaylord 5 × 5 = 6.25% | Northern Dancer 4 × 4 = 12.5%、Sir Gaylord 5 × 5 = 6.25% | Northern Dancer 4 × 4 = 12.5%、Sir Gaylord 5 × 5 = 6.25% |                  |